# Parque Europa
Parque Europa – stacja metra w Madrycie, na linii 12. Znajduje się w Fuenlabrada i zlokalizowana jest pomiędzy stacjami Hospital de Fuenlabrada i Fuenlabrada Central. Została otwarta 11 kwietnia 2003 roku.